# Бутрё
Бутрё — село в Навлинском районе Брянской области в составе Чичковского сельского поселения.

## География
Находится в восточной части Брянской области на расстоянии приблизительно 17 км на север-северо-восток по прямой от районного центра поселка Навля.

## История
Упоминалось с XVI века, бывшее владение Карачевского Воскресенского монастыря. Преображенская церковь упоминалось с первой половины XVIII века, с 1804 года стала каменной (не сохранилась). В советское время работал колхоз "Большевистский путь". В 1866 году здесь (село Карачевского уезда Орловской губернии) учтено было 185 дворов .

## Население
Численность населения: 1519 человек (1866 год), 236 (русские 96 %) в 2002 году, 197 в 2010.